# マスィーリー
マスィーリー（ペルシア語: مصيرئ, Maşīrī/Masīrī）とは、イランのファールス州ロスタム郡中央地区の都市であり、地区と郡の中心都市に定められている。2016年当時のは人口は9,031人、2,592世帯。